# Can't Fight This Feeling (chanson)
Can't Fight This Feeling peut également renvoyer à une chanson de REO Speedwagon
Singles par Junior Caldera
What You Get
(2009) A Little Bit More
(2010)
Singles par Sophie Ellis-Bextor
Heartbreak (Make Me a Dancer)
(2009) Bittersweet
(2010)
Can't Fight This Feeling est une chanson du DJ français Junior Caldera en collaboration avec le chanteuse de dance britannique Sophie Ellis-Bextor sous le label Polydor. Extrait du premier album studio de Junior Caldera Début (2009) et 2e single extrait du 4e album studio de Sophie Ellis-Bextor : Make a Scene (2011). La chanson est écrite par Sophie Ellis-Bextor, Junior Caldera, Roselyn Della Sabina et Julien Carret. Can't Fight This Feeling est produite par Junior Caldera. Le clip vidéo est tourné à Paris le 10 mars 2010. Le single est sorti le 26 mars 2011 en Australie.

## Formats et liste des pistes
- Téléchargement digital - The Remixes Partie 1[1]

1. "Can't Fight this Feeling" (Radio Edit)
2. "Can't Fight this Feeling" (Junior Moonlight Remix)
3. "Can't Fight this Feeling" (Mischa Daniels Radio Edit)
4. "Can't Fight this Feeling" (Soundshakerz Radio Edit)
5. "Can't Fight this Feeling" (Junior Caldera Remix Radio Edit)

- Téléchargement digital - The Remixes Partie 2[2]

1. "Can't Fight this Feeling" (Original Mix)
2. "Can't Fight this Feeling" (Soulshakerz Club Extended Mix)
3. "Can't Fight this Feeling" (Avicii Universe Mix)
4. "Can't Fight this Feeling" (Junior Caldera Remix)
5. "Can't Fight this Feeling" (Mischa Daniels Original Mix)

- CD Single

1. "Can't Fight this Feeling" (Album Version) – 3:35
2. "Can't Fight this Feeling" (Junior Caldera Remix Radio Edit) – 3:49
3. "Can't Fight this Feeling" (Soundshakerz Radio Edit) – 3:58
4. "Can't Fight this Feeling" (Avicii Universe Mix) – 6:42

- Maxi Single[3]

1. "Can't Fight this Feeling" (Avicii Universe Mix) – 6:42
2. "Can't Fight this Feeling" (Original Mix)
3. "Can't Fight this Feeling" (Soundshakerz Radio Edit) – 3:58
4. "Can't Fight this Feeling" (Soulshakerz Club Mix) - 7:31
5. "Can't Fight this Feeling" (Junior Caldera Remix Radio Edit) – 3:49
6. "Can't Fight this Feeling" (Junior Caldera Club Mix) – 5:42
7. "Can't Fight this Feeling" (Mischa Daniels Original Mix) - 6:53
8. "Can't Fight this Feeling" (Junior Moonlight Remix) - 3:03

## Classement par pays
| Classement (2010)              | Meilleure Position |
| ------------------------------ | ------------------ |
| France SNEP                    | 13                 |
| France SNEP Digital            | 30                 |
| France Club 40                 | 3                  |
| Europe (Hot 100)               | 37                 |
| Russie Radio Airplay Chart     | 1                  |
| Brésil Dance Chart             | 3                  |
| Pologne (ZPAV)                 | 1                  |
| Pologne (Dance Top 50)         | 20                 |
| Slovaquie Singles Chart (IFPI) | 96                 |
| Ukraine Top 40                 | 11                 |
| Espagne Spanish Dance Chart    | 14                 |
| Royaume-Uni Dance Charts       | 1                  |

### Classement annuel
| Classement (2010)       | Position |
| ----------------------- | -------- |
| Russie Love Radio Chart | 10       |

## Historique de sortie
| Région      | Date            | Format                    |
| ----------- | --------------- | ------------------------- |
| France      | 22 février 2010 | Digital download          |
| France      | 12 avril 2010   | CD single                 |
| Europe      | 1er mars 2010   | Téléchargement digital    |
| Europe      | 1er mars 2010   | Airplay                   |
| Royaume-Uni | 7 novembre 2010 | Téléchargement digital[A] |
| Australie   | 26 mars 2011    | Téléchargement digital    |

Notes
- A ^ Released as part of the Clubland 18 compilation. Available to purchase on iTunes.